# 남양산 나들목

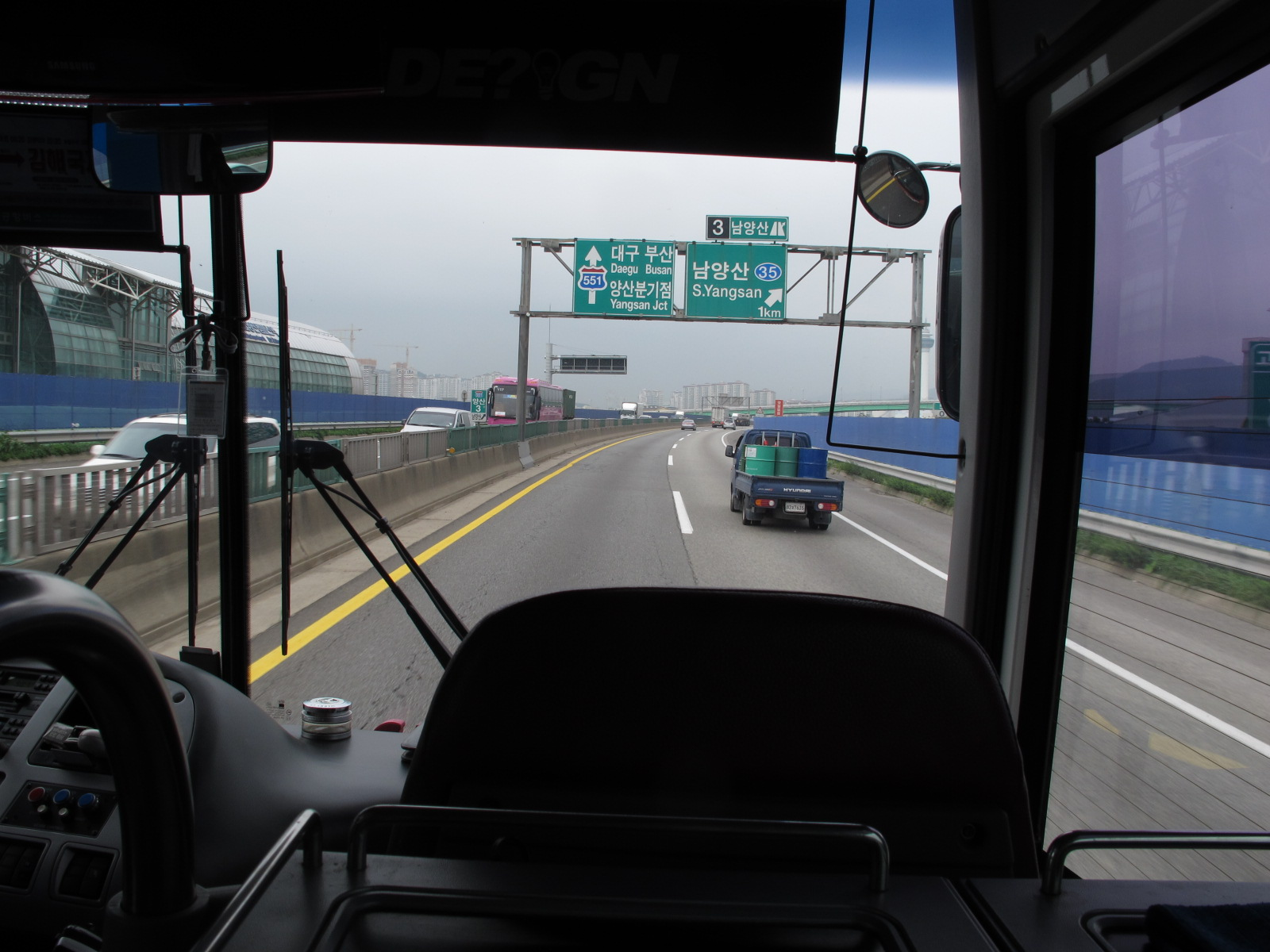
중앙고속도로지선 남양산 나들목 부근

남양산 나들목(S.Yangsan IC)은 경상남도 양산시 동면 석산리에 설치된 중앙고속도로지선의 3번 교차로이다. 국도 제35호선을 통해 동면 및 양산시내로 진출할 수 있다. 인근에 부산 도시철도 2호선 남양산역과 양산역이 있으며, 양산 나들목보다 양산시내로 더 빨리 갈 수 있다.

## 연혁
- 1992년 6월 27일 : 나들목 신설을 위해 양산 도시계획시설 교통광장에 동면 석산리 일원을 양산 나들목으로 고시[1]
- 1994년 1월 14일 : 나들목 국도 접속부를 입체화 하기 위해 경상남도 양산군 양산읍 석산리 820m 구간 도로구역 변경[2]
- 1996년 3월 22일 : 1997년 12월까지 나들목 국도 접속부를 입체화 하기 위해 경상남도 양산시 동면 석산리 940m 구간 도로구역 변경[3]
- 1996년 5월 1일 : 부산대구고속도로지선 남양산 나들목 ~ 양산 분기점 구간 개통과 함께 영업 개시[4]
- 2008년 7월 16일 : 냉정 ~ 부산 구간 확장 공사로 양산시 도시계획시설 교통광장에 동면 석산리 일대를 남양산 나들목으로 고시[5]
- 2009년 12월 31일 : 양산시 도시계획시설 교통광장 면적 조정[6]

## 구조물 정보
- 위치: 경상남도 양산시 동면 석산리
- 영업소: 경상남도 양산시 동면 양산대로 565
- 한국도로공사 양산지사: 경상남도 양산시 동면 양산대로 542-45

## 접속하는 도로
- 국도 제35호선 (양산대로)

## 교통량 정보
| 요금소          | 통행량 (대/일) | 통행량 (대/일) | 통행량 (대/일) | 통행량 (대/일) | 통행량 (대/일) | 통행량 (대/일) | 통행량 (대/일) | 통행량 (대/일) | 통행량 (대/일) | 통행량 (대/일) | 각주  |
| 요금소          | 2001년         | 2002년         | 2003년         | 2004년         | 2005년         | 2006년         | 2007년         | 2008년         | 2009년         | 2010년         | 각주  |
| --------------- | -------------- | -------------- | -------------- | -------------- | -------------- | -------------- | -------------- | -------------- | -------------- | -------------- | ----- |
| 남양산 (폐쇄식) | 11,821         | 14,422         | 16,734         | 16,792         | 16,772         | 18,315         | 18,431         | 18,313         | 19,212         | 18,614         | [ 7 ] |
| 요금소          | 2011년         | 2012년         | 2013년         | 2014년         | 2015년         | 2016년         | 2017년         | 2018년         | 2019년         |                | [ 7 ] |
| 남양산 (폐쇄식) | 18,475         | 19,261         | 20,115         | 20,622         | 23,740         | 25,866         | 27,770         | 26,807         | 26,248         |                | [ 7 ] |